# 島智里站
島智里站（韓語：도지리역）是朝鮮民主主義人民共和國南浦市的一個鐵路車站，属于島智里線。

## 邻近车站
島智里線
南浦站 - 島智里站